# Cantó d'Avranches
El cantó d'Avranches és un cantó francès del departament de la Manche, situat al districte d'Avranches. Té 16 municipis i el cap es Avranches.

## Municipis
- Avranches
- Chavoy
- La Godefroy
- La Gohannière
- Marcey-les-Grèves
- Plomb
- Pontaubault
- Ponts
- Saint-Brice
- Saint-Jean-de-la-Haize
- Saint-Loup
- Saint-Martin-des-Champs
- Saint-Ovin (part)
- Saint-Senier-sous-Avranches
- Vains
- Le Val-Saint-Père

## Història
| Data d'elecció                           | Identitat           | Partit           | Qualitat |
| ---------------------------------------- | ------------------- | ---------------- | -------- |
| 1951-1988                                | Léon Jozeau-Marigné | CNI              |          |
| 1988-1994                                | Philippe Durand     | PS               |          |
| 1994-2007                                | Guénhaël Huet       | RPR, després UMP |          |
| 2007-                                    | Jean Andro          | Divers droite    |          |
| les dades anteriors no són pas conegudes |                     |                  |          |
|                                          |                     |                  |          |

## Demografia
| A partir de 1990: Població sense dobles comptes |